# All-Star Game LNB 1992
Le All-Star Game LNB 1992 est la 6e édition du All-Star Game LNB. Il s’est déroulé le 22 mai 1992 au Sportica de Gravelines. L’équipe des All-Stars Français a battu l’équipe des All-Stars Étrangers (159-137). Hugues Occansey est élu MVP de la rencontre. Il est le meilleur marqueur du match avec 27 points. C’est la première fois depuis l’instauration du All-Star Game LNB que la rencontre oppose une sélection française à une sélection étrangère. Le match opposait jusque-là la sélection Est à la sélection Ouest.
L'événement est diffusé sur TV Sport.

## Déroulement du match
La rencontre se dispute en quatre quart-temps de 12 minutes.
La recette de la rencontre est reversée au profit de la lutte contre le Sida. Avant le coup d’envoi, un message de Magic Johnson à l’attention du public de Sportica est diffusé sur un écran géant. « Je voudrais remercier la ligue française et Gravelines d’avoir dédié ce match à la lutte contre la maladie », dit notamment Johnson. Un tonnerre d’applaudissements couvre la voix de Larry Lawrence, le joueur américain qui assure la traduction.
Le logo officiel de l’évènement comporte une faute d’orthographe puisqu’il annonce le « All Stars Game ».

## Joueurs

### All-Stars Français
| Position    | Joueur             | Équipe     |
| ----------- | ------------------ | ---------- |
| Meneur      | Valéry Demory      | Pau-Orthez |
| Arrière     | Jean-Aimé Toupane  | Gravelines |
| Ailier      | Hugues Occansey    | Antibes    |
| Ailier fort | Jim Bilba          | Cholet     |
| Pivot       | Stéphane Ostrowski | Limoges    |

| Position    | Joueur            | Équipe                  |
| ----------- | ----------------- | ----------------------- |
| Meneur      | Frédéric Forte    | Limoges                 |
| Meneur      | Olivier Allinéi   | Cholet                  |
| Ailier      | Georgy Adams      | Antibes                 |
| Ailier      | Didier Gadou      | Pau-Orthez              |
| Ailier      | Stéphane Risacher | CRO Lyon                |
| Ailier fort | Thierry Gadou     | Pau-Orthez              |
| Pivot       | Félix Courtinard  | ASVEL Lyon-Villeurbanne |

- Entraîneur : Jean Galle (Gravelines) assisté de Francis Charneux (Châlons-en-Champagne)

### All-Stars Étrangers
| Position    | Joueur         | Équipe      |
| ----------- | -------------- | ----------- |
| Meneur      | Frank Johnson  | Antibes     |
| Ailier      | Graylin Warner | Cholet      |
| Ailier      | Bill Jones     | Montpellier |
| Ailier fort | Mike Jones     | Pau-Orthez  |
| Pivot       | Lee Johnson    | Antibes     |

| Position | Joueur            | Équipe        |
| -------- | ----------------- | ------------- |
| Meneur   | Harold Keeling    | CRO Lyon      |
| Meneur   | Anthony Taylor    | La Rochelle   |
| Arrière  | Terence Stansbury | Levallois     |
| Ailier   | Linton Townes     | Saint-Quentin |
| Ailier   | Michael Brooks    | Limoges       |
| Pivot    | Ian Lockhart      | Cholet        |

- Entraîneur : Alain Thinet (Roanne) assisté de Jacky Renaud (Levallois)